# Dibaphimitra florida
Dibaphimitra florida is een slakkensoort uit de familie van de Mitridae. De wetenschappelijke naam van de soort is voor het eerst geldig gepubliceerd in 1856 door Gould.